# عصر یخبندان: مسیر برخورد
عصر یخبندان: مسیر برخورد (به انگلیسی: Ice Age: Collision Course)، فیلمی پویانمایی کمدی ماجراجویی آمریکایی محصول سال ۲۰۱۶ است که توسط بلو اسکای استودیو تولید و توسط فاکس قرن بیستم توزیع شده است. این فیلم دنباله عصر یخبندان: رانش قاره‌ای (۲۰۱۲) و پنجمین قسمت از مجموعه فیلم‌های عصر یخبندان است. این فیلم به کارگردانی مایکل تورمیر و کارگردانی مشترک گالان تی. چو (در اولین کارگردانی بلند او)، بر اساس فیلم‌نامه‌ای توسط مایکل ویلسون و مایکل برگ و یونی برنر، بر اساس داستانی طراحی شده توسط آبری سولومون، ساخته شده است. ری رومانو، جان لگویزمائو، دنیس لری، کیکه پالمر، جاش پک، سایمون پگ، شان ویلیام اسکات، جنیفر لوپز و کویین لطیفه نقش‌های خود را از فیلم‌های قبلی با صداپیشگان شخصیت‌های جدید آدام دیواین، جس تایلر فرگوسن، ماکس گرینفیلد، جسی جی و نیک آفرمن تکرار می‌کنند. در این فیلم، اسکرات در یک سفینه فضایی متروکه در تلاش برای دفن بلوط خود به ماورای جو بیرون رانده می‌شود و به طور تصادفی یک سیارک غول‌پیکر را به زمین می‌فرستد. مانی، گله و باک باید به یک ماموریت مرگ یا زندگی بروند تا راهی برای دفع آن پیدا کنند.
این فیلم در ۱۹ ژوئن ۲۰۱۶ در جشنواره فیلم سیدنی به نمایش درآمد و در ۲۲ ژوئیه در ایالات متحده اکران شد. این فیلم عموماً نقدهای منفی از سوی منتقدان دریافت کرد، آنها احساس می‌کردند که فرنچایز دوره خود را طی کرده است و احساس می‌کردند که فیلم ضربه مهلکی به فرنچایز بود. این فیلم با بودجه تولید ۱۰۵ میلیون دلاری، ۴۰۸٫۵ دلار در سراسر جهان به دست آورد که کمتر از انتظارات در بازار ایالات متحده بود، اما در سطح بین‌المللی بهتر بود. عصر یخنبدان: مسیر برخورد پنجمین و آخرین مجموعه عصر یخبندان بود که توسط بلو اسکای استودیو قبل از تعطیلی استودیو در ۱۰ آوریل ۲۰۲۱ تولید شد. یک آسپین‌آف مستقل، با عنوان عصر یخبندان: ماجراهای باک وایلد در ژانویه ۲۰۲۲ در دیزنی پلاس منتشر شد، به همراه سایمون پگ (صداپیشه باک) تنها بازیگری است که نقش خود را دوباره ایفا کرده است. دنباله‌ای به نام عصر یخبندان ۶ برای اکران در ۱۸ دسامبر ۲۰۲۶ برنامه‌ریزی شده است.

## داستان
هلو با یک ماموت خوش‌اخلاق به نام جولیان نامزد کرده است، اما این موضوع مورد تأیید مانی نیست، زیرا او جولیان را آزاردهنده و ناتوان در محافظت از دخترش می‌داند. نگرانی مانی زمانی بیشتر می‌شود که هلو آرزو می‌کند در ماه‌عسل خود به سفر و کشف دنیا بپردازد، چیزی که مانی و الی هر دو با آن مخالف هستند. دیگو و شیرا می‌خواهند بچه‌دار شوند، اما نگران هستند که بچه‌هایشان دوستی پیدا نکنند، زیرا سایر بچه‌ها از ببرهای دندان‌خنجری می‌ترسند. سید قصد دارد به دوست‌دخترش فرانسین پیشنهاد ازدواج بدهد، اما توسط او ترک شده و از تنهایی خود گله می‌کند.
در جریان جشن سالگرد ازدواج مانی و الی، شهاب‌سنگ‌ها (که توسط اسکرات، سنجاب دندان‌خنجری، که در یک سفینه فضایی متروکه به شکل بلوط به فضا پرتاب شده بود، باعث شدند. او به ماه برخورد کرده و تقریباً با سیارات تصادف کرد، در حالی که سعی داشت بلوطش را دفن کند) به محل جشن برخورد می‌کنند و گله به سختی فرار کرده و در یک غار پناه می‌گیرند. در همین حال، در دنیای گمشده زیرزمینی، باک یک تخم کزموسور را پس از دزدیده شدن توسط سه دونده‌خزنده پرنده به نام گاوین، گرتی و راجر، به مادرش برمی‌گرداند. باک یک ستون سنگی باستانی کشف می‌کند و آن را به سطح زمین می‌آورد، جایی که دوباره با گله متحد می‌شود.
با این حال، دونده‌خزندگان گفت‌وگوی آنها را می‌شنوند و گاوین و گرتی تصمیم می‌گیرند جلوی آنها را بگیرند. آنها باور دارند که به دلیل توانایی طبیعی خود در پرواز می‌توانند به راحتی از برخورد شهاب‌سنگ جان سالم به در ببرند و به همین دلیل، نه تنها می‌خواهند از باک انتقام بگیرند، بلکه قصد دارند جمعیت زمین را نابود کرده و سلطه دایناسورها بر سیاره را تضمین کنند. راجر مخالف این نقشه است، اما گاوین و گرتی او را مجبور می‌کنند که با آنها همکاری کند.
پس از مواجهه با موانع متعدد و دخالت دونده‌خزندگان، گله به «ژئوتوپیا» می‌رسد، جامعه‌ای از حیوانات جاودان که در داخل یکی از شهاب‌سنگ‌هایی که مدت‌ها پیش سقوط کرده بود، شکل گرفته‌اند. در آنجا، سید با بروک، یک تنبل زمینی، آشنا می‌شود که فوراً عاشق او می‌شود.
یک شنگری لاما، رهبر ژئوتوپیا، از همکاری با نقشه باک برای استفاده از کریستال‌های شهر برای متوقف کردن شهاب‌سنگ امتناع می‌کند، زیرا این کریستال‌ها کلید طول عمر ساکنان هستند. سید به طور ناخواسته کل شهر را تخریب می‌کند، زمانی که تلاش می‌کند یکی از کریستال‌ها را برای هدیه دادن به بروک بردارد. این اتفاق باعث می‌شود ساکنان بلافاصله از ظاهر جوان به سن واقعی خود پیر شوند و چهره‌های واقعی و سالخورده‌شان آشکار شود، که باعث ناراحتی شنگری لاما می‌شود.
پس از آن‌که بروک دیگر ساکنان ژئوتوپیا را قانع می‌کند که متوقف کردن شهاب‌سنگ مهم‌تر از از دست دادن جوانی آنها است، آنها همراه با گله، یک توپ غول‌پیکر از تمام کریستال‌ها ساخته و آن را داخل آتشفشان پر می‌کنند تا فشار ایجاد شده، آن‌ها را به فضا پرتاب کند و شهاب‌سنگ را از زمین منحرف کند. دونده‌خزندگان سعی می‌کنند مداخله کنند، اما به زودی متوجه می‌شوند که از برخورد شهاب‌سنگ جان سالم به در نخواهند برد. باک آنها را متقاعد می‌کند که کمک کنند و می‌گوید دایناسورها می‌توانند در هماهنگی با بقیه موجودات زندگی کنند.
پس از اینکه یک شهاب‌سنگ کوچک به گاوین برخورد می‌کند، آن‌ها به‌طور تصادفی بزرگ‌ترین و آخرین کریستال را می‌اندازند، اما مانی و جولیان با همکاری یکدیگر آن را دوباره به داخل آتشفشان پرتاب می‌کنند، و همین باعث می‌شود که جولیان مورد تأیید منی قرار بگیرد. آتشفشان فوران می‌کند و تکه‌های مغناطیسی کریستال را به آسمان می‌فرستد، که باعث می‌شود شهاب‌سنگ در حال نزدیک شدن به زمین به فضا بازگردد و زمین را نجات دهد.
گله سپس به خانه بازمی‌گردد، از جمله سید، که از بروک خداحافظی می‌کند. اما درست پس از رفتن آنها، یک تکه کوچک از کریستال داخل یک چشمه آب گرم می‌افتد و خاصیت جوان‌کننده به آن می‌بخشد. این باعث می‌شود که ژئوتوپیایی‌ها و گرنی، که با آنها مانده بود، دوباره جوانی خود را بازیابند. پس از بازگشت گله، منی و الی با هلو آشتی می‌کنند و او را تشویق می‌کنند که به دنبال آرزوهایش برود. هلو و جولیان پس از آن ازدواج می‌کنند، در حالی که دیگو و شیرا به قهرمانان کودکان تبدیل می‌شوند. در همین حین، بروک جوان‌شده در مراسم ازدواج ظاهر می‌شود و دوباره با سید متحد می‌شود، که باعث خوشحالی او می‌شود.
اسکرات در نهایت روی مریخ سقوط می‌کند و تمام حیات آن را از بین می‌برد و سپس به سفینه خود بازمی‌گردد و به زمین فرار می‌کند.